# Luis Español
Luis Español Bouché, né en 1964 à Madrid, est un écrivain, traducteur et chercheur hispano-français, auteur d'ouvrages d'Histoire et d'essai.

## Œuvre
On peut souligner dans son œuvre plusieurs lignes :
- La biographie de personnalités remarquables sur le plan humain comme Clara Campoamor ou Porfirio Smerdou ainsi que d'autres contributions sur des questions ayant trait aux Droits de l'homme.
- La Guerre d'Espagne et l'exil républicain. Soulignons son travail sur la fin de cette Guerre, l'exil d'Óscar Esplá et ses ouvrages, déjà cités, sur Porfirio Smerdou et Clara Campoamor.
- La Monarchie espagnole et sa Maison royale.
- L'image des nations et l'imagologie, avec ses ouvrages sur les légendes noires, l'image de la France en Espagne, ou l'antiaméricanisme. C'est le biographe de Julián Juderías
- Il a abordé d'autres sujets comme le duel, l'Athénée de Madrid, La Granja de San Ildefonso, les biographies de quelques francs-maçons espagnols et les sources historiques du Don Quichotte.

## Principales publications
- Leyendas Negras: vida y obra de Julián Juderías (1877-1918): la leyenda negra antiamericana, Salamanca, Junta de Castilla y León: Consejería de Cultura y Turismo, 2007,  (ISBN 978-84-9718-444-1)
- Franceses en el Camino, avant-propos de José María Solé, présentation de Josep Corominas i Busqueta, Barcelone, Grande Loge d'Espagne, 2005,  (ISBN 84-609-6137-0)
- Los leones del Quijote: de Juan de Austria a Guzmán el Bueno, Madrid, Cirsa, 2005,  (ISBN 84-89456-90-9)
- Madrid 1939 : del golpe de Casado al final de la Guerra Civil: el Consejo Nacional de Defensa, el principio del exilio, la Diputación Permanente en París, Madrid, Almena, 2004,  (ISBN 84-96170-08-X)
- Nuevos y viejos problemas en la sucesión de la Corona Española: pragmática de Carlos III sobre matrimonios desiguales, derechos a la Corona de los hijos naturales, necesidad de una Ley de Sucesión, Doña Teresa de Vallabriga, Madrid, Instituto Salazar y Castro: Ed. Hidalguía, 1999,  (ISBN 84-89851-13-1)

### Éditions et traductions
- Édition et traduction de Clara Campoamor, La revolución española vista por una republicana, Sevilla, Espejo de Plata, 2005. Collection España en Armas, No 2.  (ISBN 84-96133-55-9), et quatre autres éditions (2007, 2009, 2011 et 2013).
- Édition du centenaire du classique de Julián Juderías, La leyenda negra de España, Madrid, La Esfera de los Libros, 2014,  (ISBN 978-84-9060-100-6)

## Source
- Article de Wikipédia en espagnol.